# Hedasjöns naturreservat
Hedasjön är en sjö och ett naturreservat i Uppvidinge kommun i Kronobergs län.
Området är skyddat sedan år 2010 och omfattar 165 hektar. Det är beläget mellan Lessebo och Lenhovda och består främst av barrskog och myrmark.

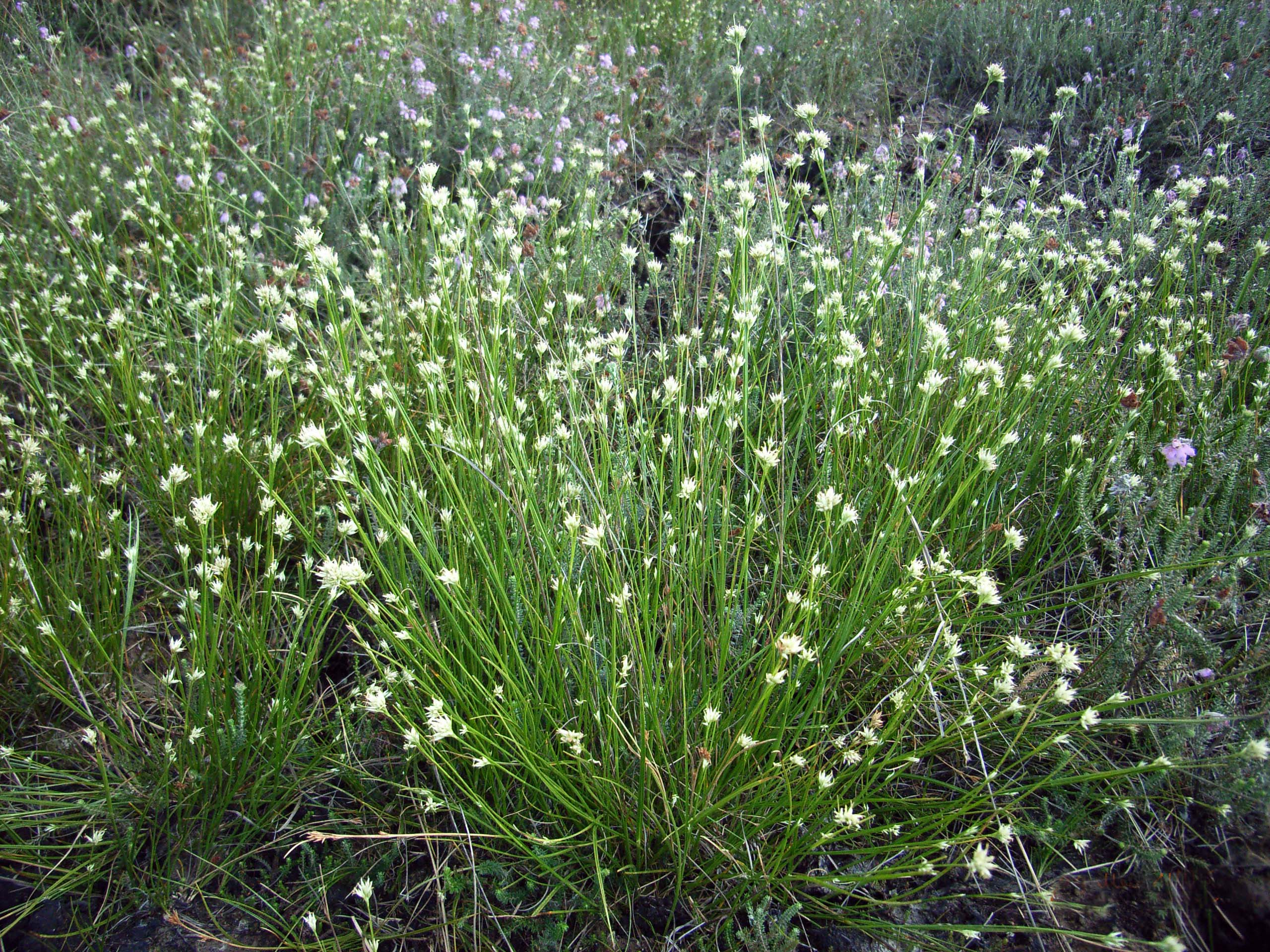
Vitag växer i området

Hedasjön har från början varit ett domänreservat som utökats och som nu är naturreservat. Hedasjön är också en sjö som ingår i reservatet liksom öar, kringliggande fastmark och myrområden. I skogen finns tallar som nära 230 år gamla. Sväkremossen ligger söder om sjön och är odikad vilket är värdefullt.
I området kan man bland annat finna blåmossa, stor revmossa, garnlav, gammelgranslav, långfliksmossa, blodlav, vågig sidenmossa, grynig blåslav, sotlav, dystarr, dybläddra och knärot. 